# Bulbophyllum inciferum
Bulbophyllum inciferum är en orkidéart som beskrevs av Jaap J. Vermeulen. Bulbophyllum inciferum ingår i släktet Bulbophyllum och familjen orkidéer. Inga underarter finns listade i Catalogue of Life.